# Hochzeit im Dunkeln
Hochzeit im Dunkeln ist ein Roman des deutschen Autors Harald Grill. Dieser erzählt die Geschichte von Michael, der nach Ende des Zweiten Weltkriegs mit einer schweren Beinverletzung in sein Heimatdorf im Bayerischen Wald zurückkehrt. Dort angekommen muss er sich mit gescheiterten Zukunftsplänen und einem wachsenden Konflikt mit seinem Vater auseinandersetzen. Die Bekanntschaft mit Adelheid, einem schlesischen Flüchtlingsmädchen, gibt ihm wieder Zuversicht. 
Harald Grill nimmt die Liebesgeschichte seiner Eltern als Grundlage und beleuchtet in seinem Werk, das 1995 bei der Mittelbayerischen Druck- und Verlagsgesellschaft erschien, Themen wie Heimkehr, Fremdheit und Geborgenheit. Die Dialoge zwischen den Charakteren sind überwiegend in einem bairischen Dialekt formuliert.

## Inhalt
Der 19-Jährige Michael Multerer kehrt im Sommer 1947 nach dem Zweiten Weltkrieg aus Italien in den Bayerischen Wald zurück. Durch die Kriegsverletzungen ist er körperlich eingeschränkt und kann seinen Zukunftsplänen, eine Schreinerausbildung zu machen, deshalb nicht nachgehen. Nicht nur die sich anstauende Wut und der Frust aufgrund seiner aussichtslosen Lage machen ihm das Leben schwer. Besonders der Konflikt mit seinem strengen Vater belastet ihn zunehmend. Geprägt von traumatischen Erfahrungen an der Front, sehnt sich Michael nach Zuneigung, die ihm sein Vater verwehrt. Auch Michaels Bruder Franz, der aus den USA anreist, gibt ihm keinerlei Unterstützung. 
In dieser schwierigen Zeit begegnet er Adelheid, einem schlesischen Flüchtlingsmädchen, das auf der Suche nach einer Unterkunft am Hof seiner Eltern vorbeikommt. Zwischen den beiden entwickelt sich eine enge Verbindung, in der sie sich gegenseitig Halt geben. Ihre Beziehung wird in Michaels Heimatdorf jedoch nur bedingt akzeptiert, da Adelheid als Fremde mit viel Misstrauen begegnet wird.
Nach dem Faschingsfest 1948 kommt es dann zur Notamputation seines Beins, was ihn emotional zurückwirft. Das Verhältnis zu seinen Eltern verschlechtert sich zusehends. Themen wie Disziplin und das Erbe des Hofes lassen den Konflikt eskalieren, woraufhin Michael von seinem Vater angehalten wird, den Hof unverzüglich zu verlassen. Sein Freund Schipke gewährt ihm in dieser Zeit Unterschlupf. Auch die Beziehung zu Adelheid leidet unter der andauernden Spannung.
Aber der Streit mit seinen Eltern klingt allmählich ab und nach einigen Gesprächen kommt es schließlich zur Versöhnung. Michael macht Adelheid einen Heiratsantrag und sie beschließen, im Dunkeln und ohne den Segen der Dorfgemeinschaft den Bund der Ehe einzugehen.

## Figuren
- Michael Multerer
- Adelheid
- Vater/Multerer-Bauer
- Mutter
- Schwester Maria
- Bruder Franz
- Alfred Schipke

## Ausgaben
- Harald Grill: Hochzeit im Dunkeln. Sankt Michaelsbund, München 2008, ISBN 978-3-939905-10-3.